# Parachela maculicauda
Parachela maculicauda es una especie de peces de la familia de los Cyprinidae en el orden de los Cypriniformes.

## Morfología
Los machos pueden llegar alcanzar los 6 cm de longitud total.

## Hábitat
Es un pez de agua dulce.

## Distribución geográfica
Se encuentran en las cuencas de los ríos Mekong, Chao Phraya y Maeklong, y la Península de Malaca y Sumatra.  